# 左翼—彩虹
左翼－彩虹（義大利語：La Sinistra – L'Arcobaleno，缩写为SA）是意大利的一个已不存在的左翼政党联盟，为应对2008年意大利大选而成立。该联盟成立于2007年12月8日。该联盟的成员有重建共产党、意大利共产党人党、绿党联盟和民主左翼。在2008年意大利众议院和参议院选举中，该联盟得票率分别为3.08%和3.21%，远低于上届大选各成员党的总得票率，未能取得任何议会席位。选后不久，该联盟瓦解。